# Protathlitis
Protathlitis is een geslacht van vleesetende theropode dinosauriërs, behorende tot de Spinosauroidea, dat tijdens het vroege Krijt leefde in het gebied van het huidige Spanje. Dw enige benoemde soort is Protathlitis cinctorrensis.

## Vondst en naamgeving
In 1998 ontdekte de geoloog Ramón Ortí de ANA-vindplaats, waar van 2002 af opgravingen werden verricht. In 2011 werden de resten gevonden van een spinosauride.
In 2023 werd de typesoort Protathlitis cinctorrensis benoemd en beschreven door Andrés Santos‑Cubedo, Carlos de Santisteban, Begoña Poza en Sergi Meseguer. De geslachtsnaam is het Nieuwgrieks Πρωταθλητής, "kampioen", een verwijzing naar de UEFA Europa League titel in 2021 behaald door Villarreal C.F. en het honderdjarig bestaan in 2023 van deze voetbalclub. De soortaanduiding verwijst naar de herkomst bij de stad Cinctorres, twee kilometer van de vindplaats gelegen.
Het holotype bestaat uit stuk rechterbovenkaaksbeen, 8ANA-109, en vijf voorste staartwervels 3ANA83, 4ANA43, 4ANA69, 4ANA76, 5ANA78. Toegewezen werd de losse tand 4ANA-11 die al in 2008 was beschreven. De resten werden gevonden in lagen van de Arcillas de Morella-formatie, die dateert uit het late Barremien, ongeveer 127 tot 126 miljoen jaar oud. Ze zijn, afgaande op de vergroeiing van de wervels, van een jongvolwassen of volwassen individu.

## Beschrijving

### Grootte en onderscheidende kenmerken
De lengte van Protathlitis werd in 2023 geschat op tien tot elf meter. Persberichten vermeldden een gewicht van twee ton.
In 2023 werd één onderscheidend kenmerk vastgesteld. Het is een autapomorfie, unieke afgeleide eigenschap. In de voorste hoek van de fossa antorbitalis van het bovenkaaksbeen bevindt zich een min of meer ronde uitholling.
Verder werd een unieke combinatie van op zich niet unieke kenmerken aangegeven. Bij de staartwervels hebben de zijuitsteeksels slechts twee troggen en één versterkende richel; en ze zijn naar achteren gericht. De wervellichamen van de staartwervels hebben een smalle groeve in de onderzijde. De gewrichtsfacetten van de staartwervels hebben een duidelijk ovale omtrek. De gewrichtsuitsteeksels van de staartwervels steken voorbij de voorranden en achterranden van het wervellichaam. Onder het achterste gewrichtsuitsteeksel bevindt zich bij staartwervels geen hyposfeen of soortgelijk secundair uitsteeksel.
In hetzelfde gebied is de ongeveer even oude nauwe verwant Vallibonavenatrix gevonden. Die onderscheidt zich van Protathlitis door een veel kleinere lichaamsomvang, een rechtere staart, rondere staartwervels en zowel kortere zijuitsteeksels als achterste gewrichtsuitsteeksels in de staart.

### Skelet

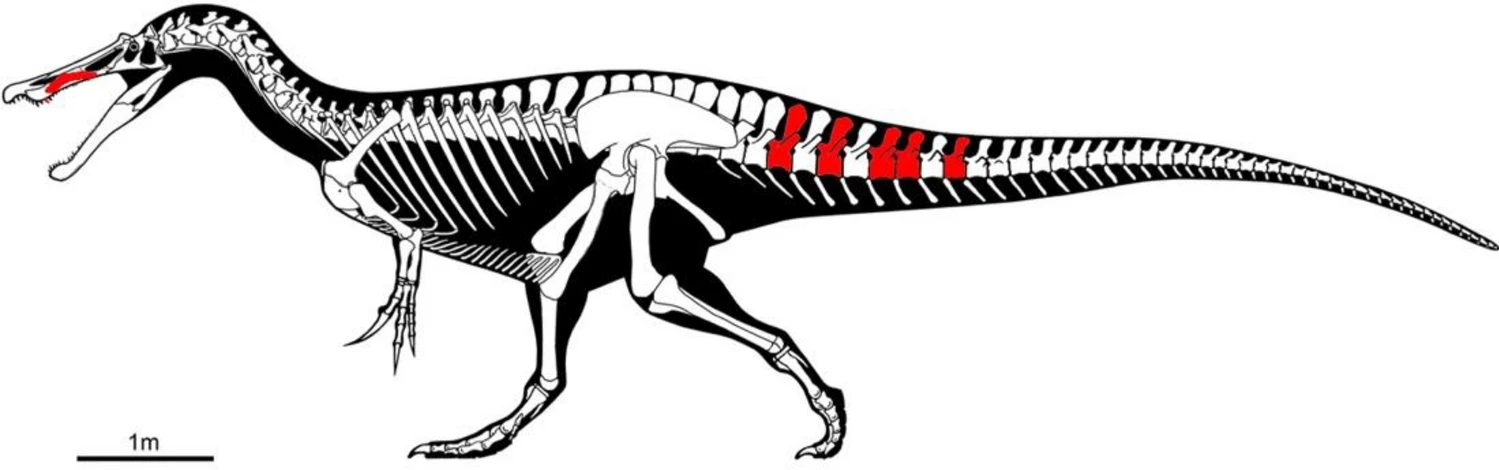
Diagram van de gevonden skeletelementen

#### Bovenkaaksbeen
Het stuk bovenkaaksbeen heeft een bewaarde lengte van drieënveertig centimeter. Het draagt zestien tanden. Evenwijdig aan de rechte onderzijde loopt op de buitenkant een diepe groeve doorboord door drie foramina voor zenuwkanalen. Daaruit lopen rechte kleinere groeven schuin naar voren en beneden. Deze dienden vermoedelijk als verbinding met een sensorisch orgaan in de huid waarmee onder water voedsel gezocht kon worden. Tussen deze drie foramina loopt een horizontale rij van twee kleinere ovale openingen, verbonden door een groeve die zich naar achteren uitstrekt en daar de beenwand doorboort. Beide rijen zijn intern verbonden door een groot kanaal met een ovale dwarsdoorsnede. Dit kanaal werd door de beschrijvers de sinus promaxillaris genoemd. Het is achteraan verbonden met de voorste wand van de fenestra antorbitalis.
Afgaande op de tandkassen zijn de voorste tanden smaller en hebben de kleinere achterste tanden een meer vierkante dwarsdoorsnede. Vervangingstanden groeien aan de buitenzijde, de wortels van de oudere tand aan die zijde resorberend. Er zijn twee vervangingstanden per tandkas zichtbaar. De tanden zijn gekromd en hebben kleine kartelingen.

#### Wervels
De staart telt naar schatting minstens eenenveertig wervels. Dat was het uitgangspunt om de posities van de gevonden staartwervels te bepalen, welke niet in één reeks zijn aangetroffen. De wervels zijn spoelvormig en amficoel, in dit geval met iets diepere voorste gewrichtsfacetten. Dat het om voorste staartwervels gaat, blijkt uit de aanwezigheid van zijuitsteeksels en het niet verlengd zijn van de voorste gewrichtsuitsteeksels; de verlenging doet zich bij verwanten tussen de zeventiende en negentiende wervel voor. Ze moeten dus vóór het overgangspunt naar de middenstaart gelegen hebben. Aangenomen werd dat de wervels ergens uit de reeks tussen de derde en tiende wervel afkomstig zijn.
De allervoorste wervels zijn iets langer dan hoog, met ovale gewrichtsfacetten die soms een uitstulping in het midden hebben. De relatieve positie van de facetten wijst erop dat de staartbasis iets afhing. De beennaad met de wervelboog is iets ingedeukt. De zijuitsteeksels zijn robuust en lopen afplattend schuin naar boven en achteren uit. Hun bases worden aan de onderzijde versterkt door een brede richel die de helft van de lengte beslaat. De voorste gewrichtsuitsteeksels zijn aan hun bases verbonden door krachtige richels van de laminae spinoprezygapophyseales die een holte begrenzen en naar boven uitlopen in de doornuitsteeksels. De doornuitsteeksels overhangen de achterrand niet. De uitholling onder de diapofyse is zwak ontwikkeld.
De meer achtergelegen wervels hebben ongeveer dezelfde bouw als de voorste maar zijn langgerekter. De kromming naar beneden van staart neemt af. De indeuking van de beennaad met de wervelboog wordt ondieper. De zijuitsteeksels staan meer voorwaarts maar blijven schuin naar achteren en omhoog wijzen. Hun ondersteunende richels zijn zwakker ontwikkeld. De achterste gewrichtsuitsteeksels worden langer. De doornuitsteeksels zijn smaller in zijaanzicht.

## Fylogenie
Protathlitis werd in de Baryonychinae geplaatst, in een zeer basale positie.
De positie in de evolutionaire stamboom toont het volgende kladogram.
|  | Baryonyx                                                     |
|  |                                                              |
|  | \| \| Ceratosuchops \| \| \| \| \| \| Suchomimus \| \| \| \| |
|  |                                                              |
|  | Ceratosuchops                                                |
|  |                                                              |
|  | Suchomimus                                                   |
|  |                                                              |

|  | Ceratosuchops |
|  |               |
|  | Suchomimus    |
|  |               |

|  | Baryonyx                                                     |
|  |                                                              |
|  | \| \| Ceratosuchops \| \| \| \| \| \| Suchomimus \| \| \| \| |
|  |                                                              |
|  | Ceratosuchops                                                |
|  |                                                              |
|  | Suchomimus                                                   |
|  |                                                              |

|  | Ceratosuchops |
|  |               |
|  | Suchomimus    |
|  |               |

|  | Vallibonavenatrix                                         |
|  |                                                           |
|  | \| \| Spinosaurus \| \| \| \| \| \| Irritator \| \| \| \| |
|  |                                                           |
|  | Spinosaurus                                               |
|  |                                                           |
|  | Irritator                                                 |
|  |                                                           |

|  | Spinosaurus |
|  |             |
|  | Irritator   |
|  |             |

|  | Vallibonavenatrix                                         |
|  |                                                           |
|  | \| \| Spinosaurus \| \| \| \| \| \| Irritator \| \| \| \| |
|  |                                                           |
|  | Spinosaurus                                               |
|  |                                                           |
|  | Irritator                                                 |
|  |                                                           |

|  | Spinosaurus |
|  |             |
|  | Irritator   |
|  |             |

|  | Baryonyx                                                     |
|  |                                                              |
|  | \| \| Ceratosuchops \| \| \| \| \| \| Suchomimus \| \| \| \| |
|  |                                                              |
|  | Ceratosuchops                                                |
|  |                                                              |
|  | Suchomimus                                                   |
|  |                                                              |

|  | Ceratosuchops |
|  |               |
|  | Suchomimus    |
|  |               |

|  | Baryonyx                                                     |
|  |                                                              |
|  | \| \| Ceratosuchops \| \| \| \| \| \| Suchomimus \| \| \| \| |
|  |                                                              |
|  | Ceratosuchops                                                |
|  |                                                              |
|  | Suchomimus                                                   |
|  |                                                              |

|  | Ceratosuchops |
|  |               |
|  | Suchomimus    |
|  |               |

|  | Vallibonavenatrix                                         |
|  |                                                           |
|  | \| \| Spinosaurus \| \| \| \| \| \| Irritator \| \| \| \| |
|  |                                                           |
|  | Spinosaurus                                               |
|  |                                                           |
|  | Irritator                                                 |
|  |                                                           |

|  | Spinosaurus |
|  |             |
|  | Irritator   |
|  |             |

|  | Vallibonavenatrix                                         |
|  |                                                           |
|  | \| \| Spinosaurus \| \| \| \| \| \| Irritator \| \| \| \| |
|  |                                                           |
|  | Spinosaurus                                               |
|  |                                                           |
|  | Irritator                                                 |
|  |                                                           |

|  | Spinosaurus |
|  |             |
|  | Irritator   |
|  |             |

|  | Baryonyx                                                     |
|  |                                                              |
|  | \| \| Ceratosuchops \| \| \| \| \| \| Suchomimus \| \| \| \| |
|  |                                                              |
|  | Ceratosuchops                                                |
|  |                                                              |
|  | Suchomimus                                                   |
|  |                                                              |

|  | Ceratosuchops |
|  |               |
|  | Suchomimus    |
|  |               |

|  | Baryonyx                                                     |
|  |                                                              |
|  | \| \| Ceratosuchops \| \| \| \| \| \| Suchomimus \| \| \| \| |
|  |                                                              |
|  | Ceratosuchops                                                |
|  |                                                              |
|  | Suchomimus                                                   |
|  |                                                              |

|  | Ceratosuchops |
|  |               |
|  | Suchomimus    |
|  |               |

|  | Vallibonavenatrix                                         |
|  |                                                           |
|  | \| \| Spinosaurus \| \| \| \| \| \| Irritator \| \| \| \| |
|  |                                                           |
|  | Spinosaurus                                               |
|  |                                                           |
|  | Irritator                                                 |
|  |                                                           |

|  | Spinosaurus |
|  |             |
|  | Irritator   |
|  |             |

|  | Vallibonavenatrix                                         |
|  |                                                           |
|  | \| \| Spinosaurus \| \| \| \| \| \| Irritator \| \| \| \| |
|  |                                                           |
|  | Spinosaurus                                               |
|  |                                                           |
|  | Irritator                                                 |
|  |                                                           |

|  | Spinosaurus |
|  |             |
|  | Irritator   |
|  |             |

|  | Baryonyx                                                     |
|  |                                                              |
|  | \| \| Ceratosuchops \| \| \| \| \| \| Suchomimus \| \| \| \| |
|  |                                                              |
|  | Ceratosuchops                                                |
|  |                                                              |
|  | Suchomimus                                                   |
|  |                                                              |

|  | Ceratosuchops |
|  |               |
|  | Suchomimus    |
|  |               |

|  | Baryonyx                                                     |
|  |                                                              |
|  | \| \| Ceratosuchops \| \| \| \| \| \| Suchomimus \| \| \| \| |
|  |                                                              |
|  | Ceratosuchops                                                |
|  |                                                              |
|  | Suchomimus                                                   |
|  |                                                              |

|  | Ceratosuchops |
|  |               |
|  | Suchomimus    |
|  |               |

|  | Vallibonavenatrix                                         |
|  |                                                           |
|  | \| \| Spinosaurus \| \| \| \| \| \| Irritator \| \| \| \| |
|  |                                                           |
|  | Spinosaurus                                               |
|  |                                                           |
|  | Irritator                                                 |
|  |                                                           |

|  | Spinosaurus |
|  |             |
|  | Irritator   |
|  |             |

|  | Vallibonavenatrix                                         |
|  |                                                           |
|  | \| \| Spinosaurus \| \| \| \| \| \| Irritator \| \| \| \| |
|  |                                                           |
|  | Spinosaurus                                               |
|  |                                                           |
|  | Irritator                                                 |
|  |                                                           |

|  | Spinosaurus |
|  |             |
|  | Irritator   |
|  |             |

## Levenswijze
De resten werden gevonden in een toenmalig kustgebied. Protathlitis kan een viseter geweest zijn die met zijn lange snuit naar prooien zocht.